# Josep Amengual Domingo
Josep Amengual Domingo (Palma, 19 de gener de 1944) és un tricampió mundial mallorquí de pesca submarina. Va néixer a la Soledat (Palma). Degut a un tumor a la cama, comença a descobrir el mar i la natació per prescripció del metge. S'inicia en aquest esport fabricant la seva pròpia arma, una espècie d'arc amb fletxes (varetes de paraigües) amb la que pesca peixos de roca, etc.
El seu primer treball és a una empresa dedicada a fabricar aletes, màscares, fusells... Va aprendre per ell sol l'art de la pesca submarina, als 19 anys queda campió de juvenils de Balears, i als 24 anys guanya el seu primer campionat d'Espanya. Acostumava a anar a pescar amb Sebastià Carbonell, pare de Pere Carbonell Amengual, actual campió d'Europa i nebot seu. Li han dedicat un carrer al seu barri de Palma i és una de les figures més conegudes d'allà. En l'actualitat està retirat de les competicions internacionals, en part per la gran qualitat de l'equip espanyol, i en part per la seva família. A més, li va tocar el primer premi de la loteria de nadal. Té una tenda de pesca a Palma. Té el rècord de participació en el campionat d'Espanya(32 vegades), en el d'Europa (11 vegades), i en el campionat mundial, en 10 ocasions.

## Palmarès
- Campió del món individual: 1973, 1981, 1985[1]
- Campió del món per equips: 1973, 1985, 1994
- 2 vegades campió d'Europa
- 14 Campionats d'Espanya
- 7 subcampionats d'Espanya
- 22 campionats de Balears
- 5 subcampionats de Balears
- 13 campionats de Mallorca